# Церковь Святого Евсевия (Рим)
Сант-Эусебио-аль-Эсквилино, Церковь Святого Евсевия на Эсквилине (итал. La chiesa Sant'Eusebio, Sant'Eusebio all'Esquilino) — титулярная церковь в Риме, посвящённая мученику IV века Евсевию Римскому, расположена в районе Эсквилинa. Это один из старейших христианских храмов и станционная церковь пятницы после четвёртого воскресенья Великого поста.

## История

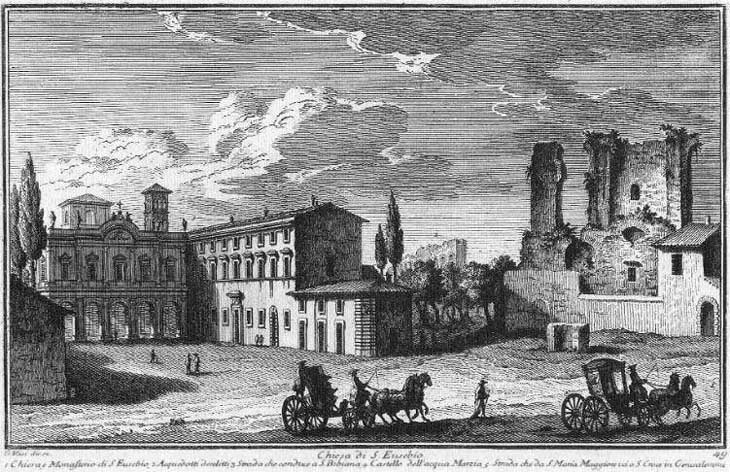
Дж. Вази. Церковь и монастырь Сант-Эусебио в Риме. 1750-е гг. Офорт

Принято считать, что эта церковь была построена на месте дома священника и исповедника Евсевия Римского (ок. 319 — ок. 357), убеждённого противника арианства и осуждённого римским императором Констанцием II на голодную смерть взаперти в комнате собственного дома.
Церковь впервые упоминается в 474 году в надписях катакомб святых Петра и Марцеллина, также отражена в актах синода Titulus Eusebii 498 года папы римского Симмаха.
Церковь была перестроена папой Захарией и вновь освящена после реставрации 1238 года в честь святых Евсевия и Викентия Сарагосского (in honorem beatorum Eusebii et Vincentii) папой Григорием IX. Мемориальная доска в память о перестройке находится на крыльце церкви.
Здание в 1289 году было подарено папой Николаем IV целестинским монахам, и с 1627 по 1810 годы являлось монастырём.
В присоединенном монастыре располагалась одна из первых полиграфических мастерских в городе. В 1627 году монастырь был преобразован в аббатство, но упразднён в 1810 году. Папа Лев XII передал Сант-Эусебио иезуитам. После изгнания иезуитов в 1873 году монастырь был секуляризован, а Сант-Эусебио со временем стал приходской церковью.
С 8 декабря 1930 года в церкви проводятся религиозные собрания Дочерей Божественной Любви Девы Марии (Figlie della Madonna del Divino Amore).

## Архитектура
Романская архитектура церкви XIII века подверглась значительным переделкам в XVII, XVIII и XX веках. Под современным зданием были обнаружены римские руины, относящиеся ко второму веку. В главном алтаре хранятся мощи святого Евсевия Римского.
От реконструкции церкви времени Григория IX сохранилась только колокольня. Пятиарочный портик возведён в 1711 году. Интерьер разделён на три нефа. Оформление храма относится к 1600 году — работе Онорио Лонги, который восстановил пресбитерий, главный алтарь и хор. Плафон главного нефа церкви украшает фреска с изображением Славы Святого Евсевия, шедевр неоклассического художника Антона Рафаэля Менгса (1757).
Другие картины в церкви приписываются Джузеппе Пассери (неф), Андреасу Рутхарту (хор, ок. 1672 г.), Бальдассарре Кроче (Иисус, Мария и святые, у главного алтаря), Чезаре Россетти (Распятие, навершие алтаря), Помпео Батони (Мадонна с Младенцем у главного алтаря) и Франческо Солимене.

## Галерея

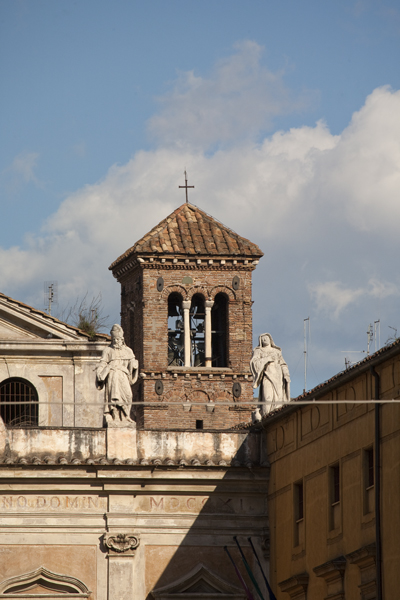
Кампанила (колокольня). XIII в.
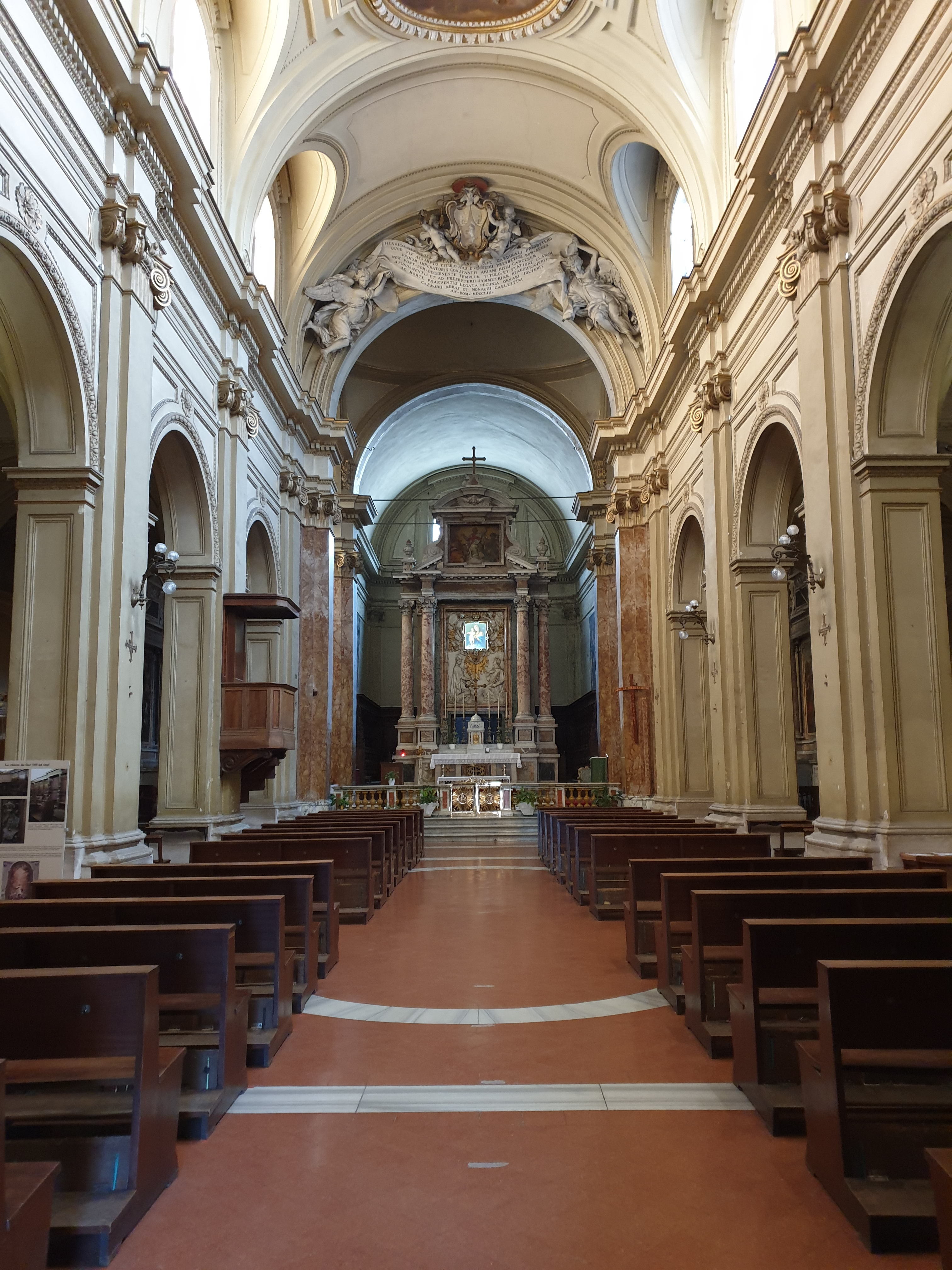
Интерьер
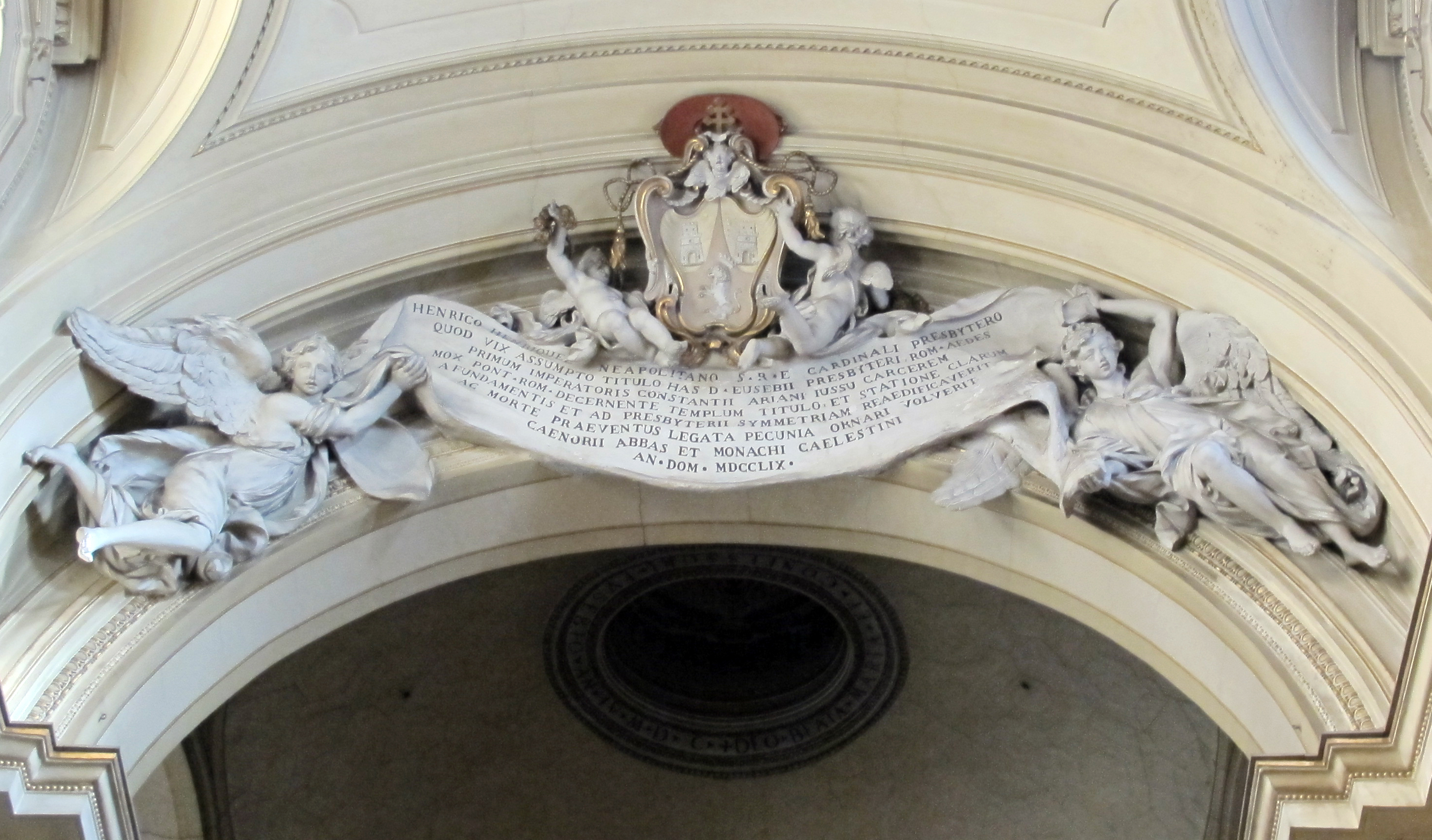
Рельеф триумфальной арки
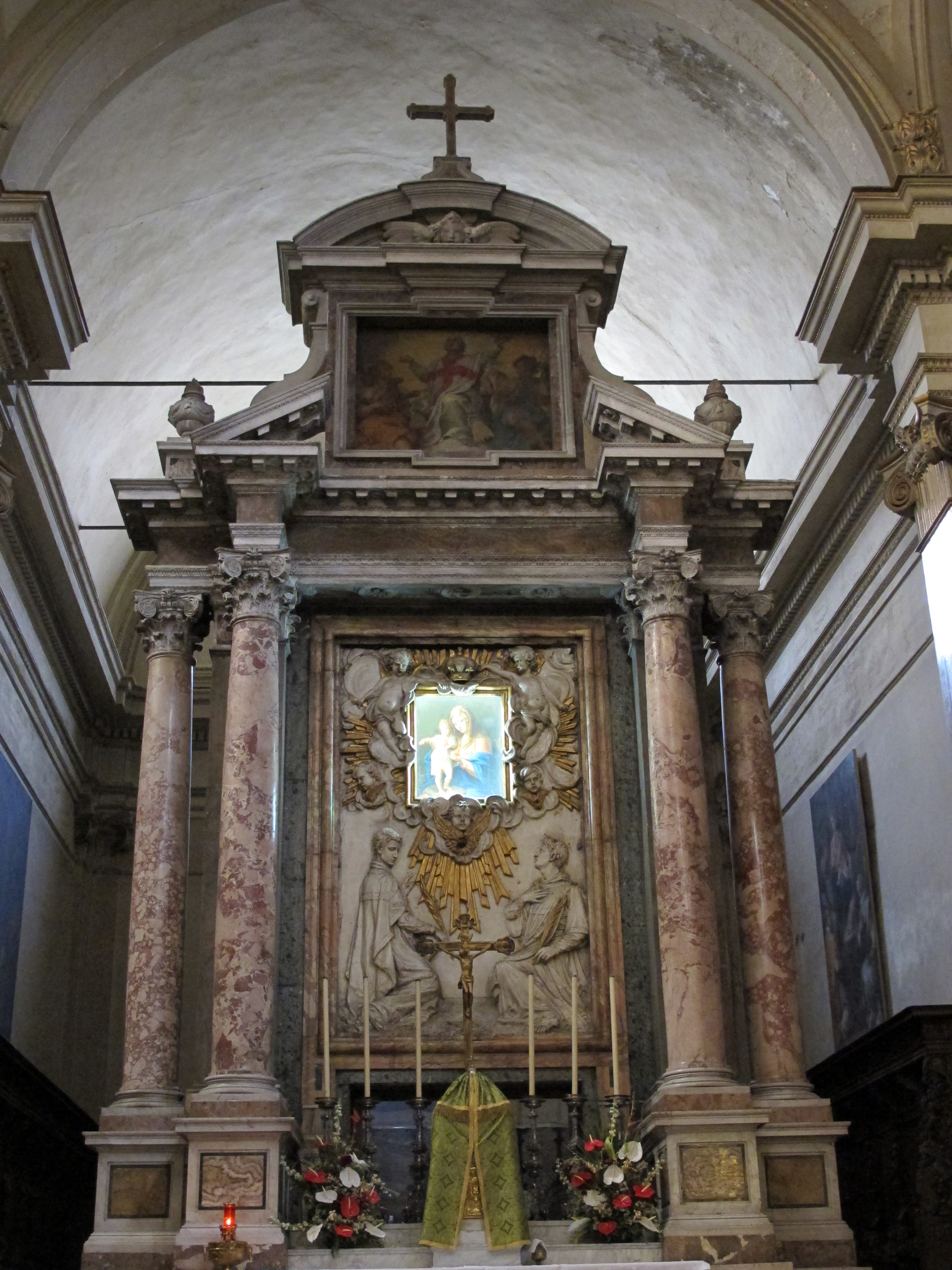
Главный алтарь
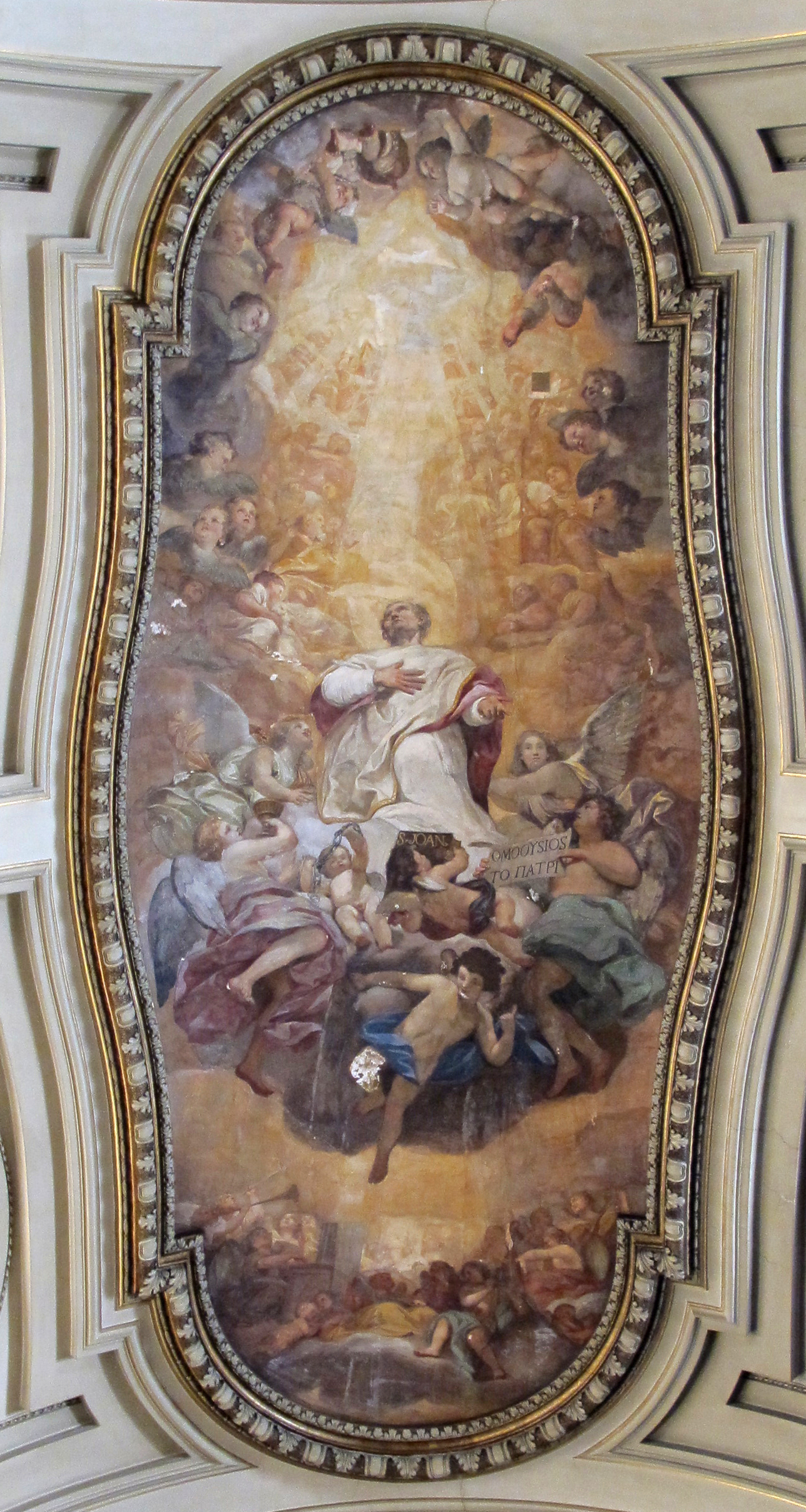
А. Р. Менгс. Слава Святого Евсевия. 1757. Фреска плафона главного нефа
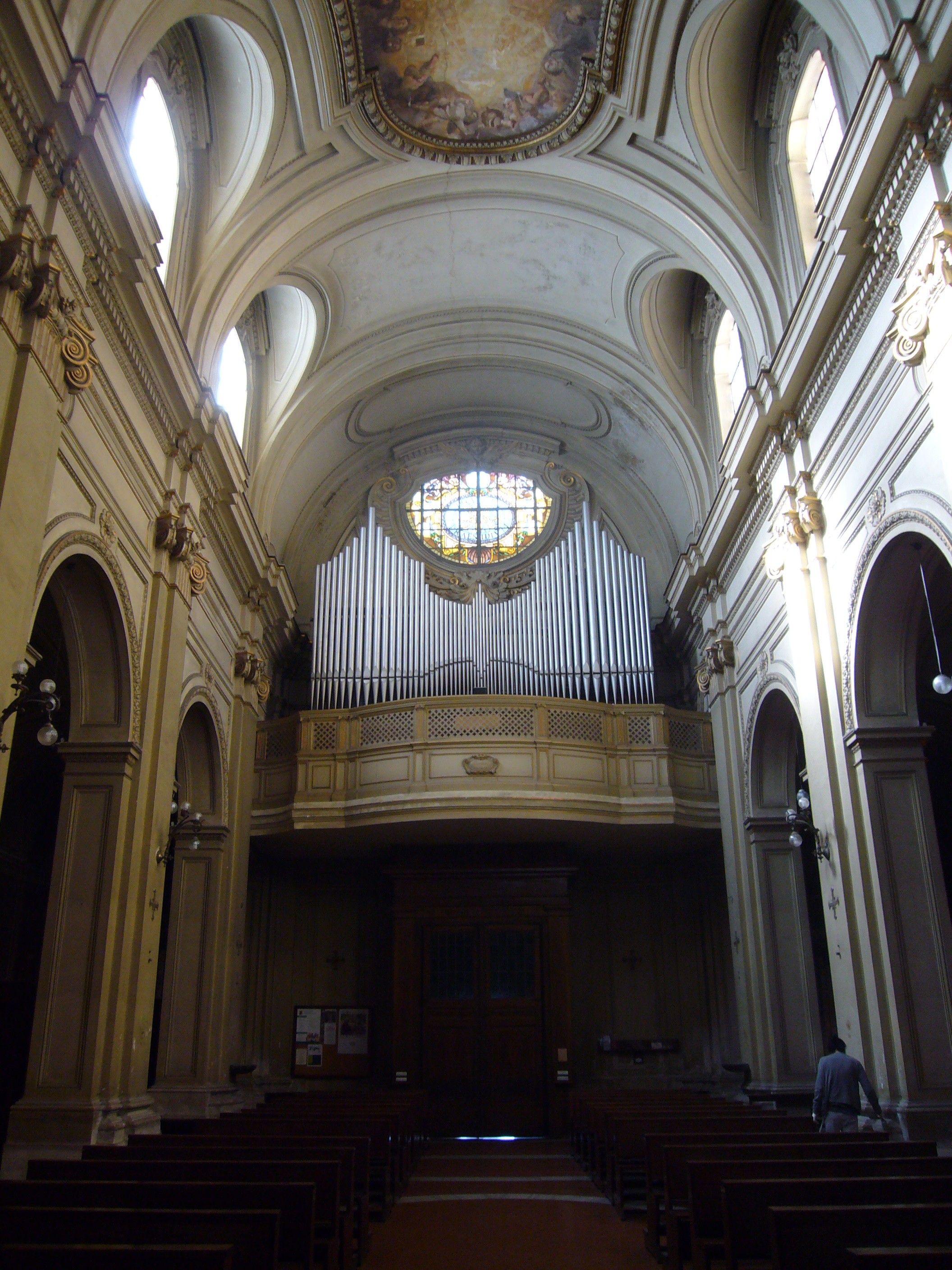
Контрфасад. Орган

## Титулярная церковь
Церковь Святого Евсевия является титулярной церковью, кардиналом-священником с титулом церкви Святого Евсевия с 24 ноября 2007 года, является американский кардинал Даниэль Николас Динардо.